# Lakxmi

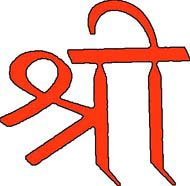
El símbol Xri representa Lakxmi.

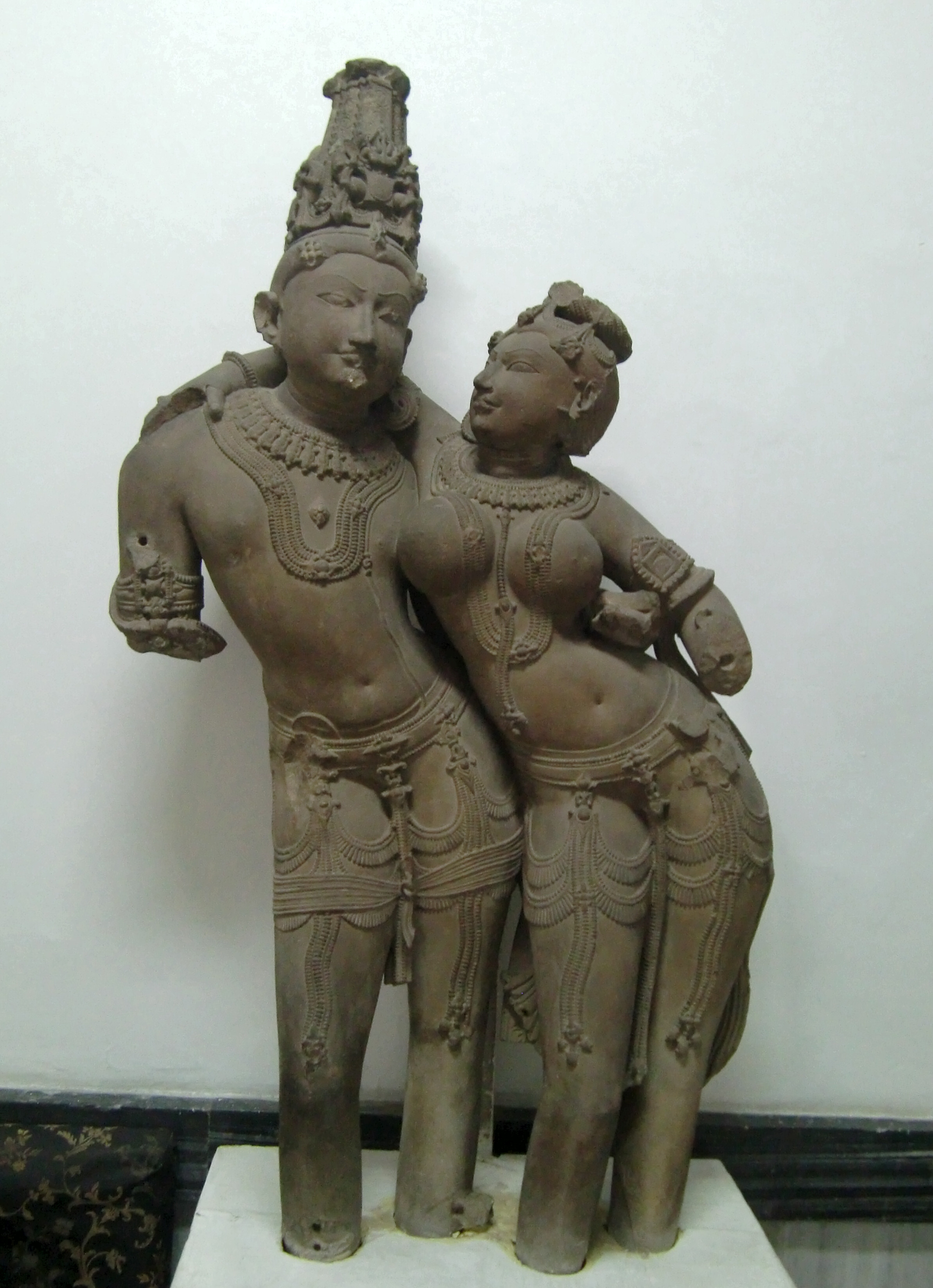
Lakxmi-Narayana, la deessa amb Vixnu,.

Lakxmi (लक्ष्मी IAST lakṣmī) Mahalakxmi, també anomenada Xri (श्री) o Sri Devi, és la deessa de la fortuna, la riquesa, la bellesa i l'abundància o providència en l'hinduisme. És una figura divina benevolent.
És la xacti de Vixnu, la divinitat que preserva la creació. Quan apareix amb ell en la iconografia, pot estar-li abraçada quan aquest està dret o als seus peus quan se'l representa estirat.
Lakxmi es va refugiar a l'oceà de llet quan fou enviada pels déus a l'exili. Posteriorment va renéixer durant la batuda de l'oceà de llet.
Al Ramayana s'encarna com a Sita, al Mahabharata com a Draupadi i també com a Rukmini, dona de Krixna.

## Iconografia
Els seus atributs són la bellesa física, les joies, el lotus de l'Índia rosat (padma) i monedes d'or que sovint vessen de les seves mans. En representacions antigues se la representava prement-se un pit per a fer sortir la llet. També duu una corona al cap i un sari de color roig o verd i es troba dempeus o asseguda sobre un gran lotus obert. Sovint se la representa amb quatre braços i almenys amb una mà fent el gest de benedicció. A les dues vores hi ha elefants blancs amb les trompes alçades. El coriandre (धनिया dhanya) és una de les plantes que la representen, així com el śrīvatsa, un antic símbol de bona fortuna de l'Índia. A Indonèsia Lakxmi es venera tradicionalment sota la forma de Dewi Sri, la deessa de la fertilitat i de l'arròs.